# Dicranomyia altitarsis
Dicranomyia altitarsis là một loài ruồi trong họ Limoniidae. Chúng phân bố ở miền Australasia.